# 八月初五
八月初五，农历八月第五天。

## 大事记
- 元至治三年(1323年)，因元英宗開始追查鐵木迭兒貪污一案，引起一些蒙古大臣不安，御史大夫鐵失等便於當年八月初五發動南坡之變，刺殺元英宗。
- 清道光二十年(1840年)，時值鴉片戰爭期間，此日林則徐派軍艦於穿鼻洋和南龍穴一帶的礬石洋向英軍反擊，是為礬石洋之戰。
- 清光緒二十四年(1898年)，光緒皇帝接見日本前首相伊藤博文，親密交談，引起慈禧太后不滿。康有為在戊戌變法期間的今日逃離北京。

## 出生
- 嘉靖十六年(1537年)：朱載𪉖，是明世宗朱厚熜庶五子。

- 武周则天后垂拱元年(685年9月8日)：唐玄宗李隆基出生。
- 契丹天显六年八月初五（931年9月19日），辽穆宗耶律璟出生。

## 逝世
- 日本萬壽二年(1025年)：藤原嬉子，為攝政藤原道長六女。
- 元至治三年(1323年)：拜住，元英宗時丞相。死於南坡之變中。
- 明景泰二年（1451年）：朱見湜，明英宗朱祁鎮庶三子。
- 三国魏齐王嘉平三年八月初五（251年9月7日），司马懿去世。
- 1976年9月9日，毛泽东病逝去世。

## 节假日和习俗
- 雷声普化天尊雷祖圣诞

## 参看
- 日历
- 八月初三 - 八月初四 - 八月初五 - 八月初六 - 八月初七
- 七月初五 - 八月初五 - 九月初五
- 正月 - 二月 - 三月 - 四月 - 五月 - 六月 - 七月 - 八月 - 九月 - 十月 - 十一月 - 腊月
- 公历8月5日